# Euphorbia guillauminiana
Euphorbia guillauminiana es una especie fanerógama perteneciente a la familia de las euforbiáceas. 

## Distribución
Es endémica de Madagascar en la Provincia de Mahajanga. Su hábitat natural son las áreas rocosas. Está amenazada por pérdida de hábitat.

## Descripción
Es una pequeña planta arbustiva suculenta. Tiene una pequeña área de ocupación (96,1 km ²) y crece fuera de cualquier área protegida en el noroeste de Madagascar. Por lo tanto, se ve amenazada por la degradación del hábitat y la actividad humana, así como por la recolección ilegal para el comercio hortícola.

## Taxonomía
Euphorbia guillauminiana fue descrita por Pierre Boiteau y publicado en Bulletin Trimestriel de l'Académie Malgache, n.s., 24: 87. 1941.
Etimología
Euphorbia: nombre genérico que deriva del médico griego del rey Juba II de Mauritania (52 a 50 a. C. - 23), Euphorbus, en su honor – o en alusión a su gran vientre –  ya que usaba médicamente Euphorbia resinifera. En 1753 Carlos Linneo asignó el nombre a todo el género.
guillauminiana: epíteto otorgado en honor del botánico francés André Guillaumin.